# Hamdi Harbaoui
Hamdi Harbaoui (Bizerte, 5 de enero de 1985) es un exfutbolista tunecino que jugaba de delantero.

## Selección nacional
Fue internacional con la selección de fútbol de Túnez con la que debutó en 2012, haciendo un doblete en su primer encuentro, frente a la selección de fútbol de Ruanda, a la que Túnez venció por 5-1.
En su segundo partido con la selección volvió a marcar, en esta ocasión a la selección de fútbol de Guinea Ecuatorial.

## Clubes
| Club                     | País    | Año       |
| ------------------------ | ------- | --------- |
| ES Tunis                 | Túnez   | 2003-2008 |
| Mouscron (cedido)        | Bélgica | 2008      |
| C. S. Visé               | Bélgica | 2008-2010 |
| OH Leuven                | Bélgica | 2010-2011 |
| K. S. C. Lokeren         | Bélgica | 2011-2014 |
| Qatar S. C.              | Catar   | 2014-2015 |
| K. S. C. Lokeren         | Bélgica | 2015-2016 |
| Udinese Calcio           | Italia  | 2016      |
| R. S. C. Anderlecht      | Bélgica | 2016-2017 |
| Charleroi S. C. (cedido) | Bélgica | 2017      |
| S. V. Zulte Waregem      | Bélgica | 2018-2019 |
| Al-Arabi S. C.           | Catar   | 2019-2020 |
| Royal Excel Mouscron     | Bélgica | 2021      |

## Palmarés

### Títulos nacionales
| Título          | Club             | País    | Año  |
| --------------- | ---------------- | ------- | ---- |
| Copa de Bélgica | K. S. C. Lokeren | Bélgica | 2012 |
| Copa de Bélgica | K. S. C. Lokeren | Bélgica | 2014 |